# Дзанетти, Винченцо
Винченцо Дзанетти (итал. Vincenzo Zanetti; 17 апреля 1824, Мурано (близ Венеции) — 7 декабря 1883, там же) — итальянский священник и учёный-историк.

## Биография
Винченцо родился на острове Мурано в Венецианской лагуне, традиционном центре производства знаменитого венецианского стекла. В детстве работал подмастерьем на фабрике керамики (его отец Витторе был гончарным мастером), однако почувствовав призвание к священнослужению, поступил в патриаршую семинарию (Seminario patriarcale). Был рукоположен в священники в 1850 году. После семинарии Винченцо Дзанетти посвятил себя изучению истории и, в частности, истории своего острова и стекольной промышленности.
С начала 1860-х годов, при поддержке частных английских меценатов (Венецианская область до 1861 года входила в состав Австрийской империи), Дзанетти начал работу по созданию исторического архива, в котором он намеревался собрать все документальные свидетельства по истории острова Мурано. Впоследствии он, в дополнение к архиву, инициировал работу по созданию Музея венецианского стекла, в котором были бы собраны свидетельства достижений художественного стеклоделия на протяжении веков. Получив одобрение, в 1861 году он основал Муниципальный музей стекла (Museo Civico Vetrario), а в 1867 году — Общедоступную библиотеку Мурано (Biblioteca popolare circolante di Murano), директором которой оставался до самой смерти в 1883 году.
Его работа не ограничивалась основанием музея и библиотеки. В 1862 году Винченцо Дзанетти получил разрешение на открытие «школы рисунка в приложении к искусству стекла» (La scuola di disegno applicato all’arte vetraria).
Дзанетти был одним из основателей периодического издания «Голос Мурано» (La Voce di Murano) и стал его редактором и директором. Его знания в области искусства и исторических исследований сделали Дзанетти известным среди учёных многих стран.
В 1878 году Дзанетти решил использовать античное название «муррина» (стеклянных изделий узорчатой текстуры, выполненных в подражание цветным камням) для обозначения большей части современных изделий муранского стекла. Этим он спровоцировал путаницу названий, которая со временем проникла в торговую номенклатуру, обыденные суждения, популярную литературу и путеводители для туристов. Любители стали отождествлять названия «муранское стекло», или попросту «мурано», и античные муррины, хотя подобные изделия различаются по этимологии названий, месту и времени создания, а также по особенностям технологии. Тем не менее его вклад в историю науки о стекле необычайно важен.